# یورو سومینو
یورو سومینو (انگلیسی: Yoru Sumino؛ زادهٔ) رمان‌نویس اهل ژاپن است.